# Chamaeleo senegalensis
Espèce
Synonymes
- Chamaeleon subcroseus Merrem, 1820
- Chamaeleo gymnocephalus Kaup, 1825
- Chamaeleon leptopus Fitzinger, 1826
- Chamaeleon senegalensis var. leiocephalus Gray, 1865
- Chamaeleo senegalensis var. tibatiensis Monard, 1951

Statut de conservation UICN

 LC  : Préoccupation mineure
Statut CITES
Chamaeleo senegalensis, le Caméléon du Sénégal, est une espèce de sauriens de la famille des Chamaeleonidae.

## Description
La partie arrière du casque aplatie (ce qui le distingue de C. gracilis), son bord postérieur faisant un angle droit ou obtus en vue de profil. La coloration de base est verte, avec une bande latérale blanchâtre en arrière de la base de la patte antérieure. La coloration peut changer rapidement, virant au brun clair ou au gris, ou révélant des bandes verticales foncées qui bifurquent en forme de Y (ceci est très caractéristique) près de la crête dorsale. Il est diurne et se nourrit d’insectes et autres arthropodes qu’il capture en projetant sa langue. Menacé, il cherche à intimider son agresseur en faisant face la bouche ouverte, mais il est totalement inoffensif pour l’Homme et c’est à tort qu’il est souvent localement craint.

## Répartition
Cette espèce se rencontre en Mauritanie, au Sénégal, au Mali, en Gambie, en Guinée-Bissau, en Guinée, en Sierra Leone, au Liberia, en Côte d'Ivoire, au Ghana, au Togo, au Bénin, au Nigeria, au Cameroun et en Centrafrique. On le retrouve dans les savanes soudaniennes et soudano-sahéliennes ; comme il pénètre peu en savanes guinéennes, il est bien plus rare que C. gracilis. C’est un caméléon de zone sèche en somme.

## Publication originale
- Daudin, 1802 : Histoire Naturelle, Générale et Particulière des Reptiles; ouvrage faisant suit à l'Histoire naturelle générale et particulière, composée par Leclerc de Buffon; et rédigee par C.S. Sonnini, membre de plusieurs sociétés savantes, vol. 4, F. Dufart, Paris, p. 1-397 (texte intégral).